# 명지연
명지연(본명: 명순미, 1975년 10월 6일 ~ )은 대한민국의 배우이다.
<아름다운 시절>, <휴머니스트>, <하얀 방>, <그녀를 믿지 마세요>, 박찬욱 감독의 단편 <심판> 등에서 인상 깊은 조연으로 연기력을 다져왔다. 지하 수술실의 비밀을 십년 간 간직한 간호사 강수진 역으로, <코마> 시리즈 중 가장 심리적 공포를 보여준다는 2편의 여주인공을 맡아 내면연기의 정수에 도전하였다.

## 학력
- 휘경여자고등학교 졸업

## 연기 활동

### 드라마
- 1997년 KBS2 주말연속극 《파랑새는 있다》 ... 명순미 역
- 2009년 KBS2 수목드라마 《아이리스》 ... 홍수진 역
- 2010년 SBS 월화드라마 《아테나: 전쟁의 여신》 ... 홍수진 역 (특별출연)
- 2014년 MBC 아침드라마 《모두 다 김치》 ... 임수진 역
- 2015년 MBC 일일연속극 《위대한 조강지처》 ... 방세리 역
- 2016년 MBC 아침드라마 《좋은사람》 ... 윤정화 역
- 2017년 MBC 일일연속극 《전생에 웬수들》 ... 조혜은 역
- 2018년 JTBC 금토드라마 《미스티》
- 2018년 SBS 드라마 스페셜 《훈남정음》 ... 편집장 역
- 2019년 JTBC 금토드라마 《아름다운 세상》 ... 권지혜 역
- 2019년 MBC 일일드라마 《모두 다 쿵따리》 ... 진미은 역
- 2024년 MBC 일일드라마 《친절한 선주씨》 ... 배나라 역

### 영화
- 1997년 《바리케이드》 ... 부토 역
- 1998년 《아름다운 시절》 ... 영숙 역
- 1999년 《심판》
- 1999년 《장롱》
- 2000년 《실제상황》 ... 꽃가게 주인 역
- 2001년 《휴머니스트》 ... 로사수녀 역
- 2002년 《하얀 방》 ... 유실/인미 역
- 2004년 《그녀를 믿지 마세요》 ... 화숙 역
- 2005년 《생일파티》
- 2005년 《틈》 ... 강수진 역
- 2005년 《코마》 ... 강수진 역[1]
- 2010년 《아이리스: 더 무비》 ... 홍수진 역